# شهرستان ویلون
شهرستان ویلون (به لاتین: Wieluń County) یک شهرستان در لهستان است که در استان ووتسکی واقع شده‌است.

## خصوصیات
شهرستان ویلون ۹۲۷٫۶۹ کیلومترمربع مساحت و ۷۸٬۲۶۰ نفر جمعیت دارد.